# 王銘琬
王銘琬（1961年11月22日—），臺灣台南人，旅日職業棋士。現為日本棋院成員。

## 生平
其父親姓鄭，因過繼與母方親戚，王銘琬從母姓，改姓王。因為父親愛棋，4歲時在父親啟蒙下學棋，5歲時便得到中央日報青少年圍棋比賽的少年組殿軍。13歲時要到日本深造前，曾經跟清大教授沈君山大戰七盤，得到圍棋小神童的稱號。旅日棋士鄭銘瑝九段與鄭銘琦七段均為其胞弟，周俊勳九段夫人鄭淑卿女士為其妹，也曾是日本棋院院生，可說是圍棋世家。
1975年11月赴日，1992年升為九段。
王銘琬與其他棋手明顯不同的地方是，赴日後沒有明確的師承，透過自學成家。本身棋風十分特殊，對於佈局、中盤的構思獨到，怪手連發，變幻莫測。在日本有「銘琬世界」之封號，中國大陸棋手稱為「怪腕」。
王銘琬自2014年起擔任趨勢科技圍棋軟體「Go Trend」顧問。

## 家庭
王銘琬的妻子為台灣旅日作家劉黎兒，著有「棋神物語」一書，可窺見王銘琬的棋藝生涯。

## 升段過程
- 1975年：院生。
- 1977年：入段。
- 1978年：二段。
- 1979年：三段。
- 1981年：5月四段，12月五段。
- 1984年：六段。
- 1986年：七段。
- 1988年：八段。
- 1992年：九段。

## 主要戰績
- 1979年：留園杯冠軍。
- 1980年：棋聖戰三段戰冠軍。
- 1981年：棋聖戰三段戰冠軍。
- 1986年：棋聖戰六段戰冠軍。
- 1987年：棋聖戰七段戰冠軍。
- 1989年：俊英戰冠軍。
- 1991年：棋聖戰八段戰優勝。俊英戰優勝。
- 1993年：棋聖戰九段戰優勝。
- 2000年：第55期本因坊戰以4：2擊敗趙善津，成為本因坊。
- 2001年：第56期本因坊戰以4：3擊退張栩的挑戰。
- 2002年：第57期本因坊戰以2：4不敵加藤正夫，丟失本因坊頭銜。年底，第50期王座戰以3：2擊敗趙治勳，奪王座。
- 2003年：第51期王座戰不敵張栩，丟失王座頭銜。
- 2004年：進入本因坊戰本賽（已連續8屆）。進入名人戰本賽（已連續4屆）。
- 2005年：800勝達成[1]
- 2010年：900勝達成[2]
- 2015年6月4日，1000勝達成。[3]
- 2020年9月3日，1100勝達成。[4]

## 受獎經歷
- 1984年：獲得棋道賞新人獎。
- 1985年：獲得棋道賞殊勳獎。
- 2000年：獲得第34回棋道賞優秀棋士獎。
- 2003年：獲得第18回電視圍棋節目製作者會獎。

## 社會參與
2013年與劉黎兒共同參與臺灣反核四運動，在父親節與前中央研究院院長李遠哲、台灣環境保護聯盟創會會長施信民、台灣聯合國協進會理事長羅榮光、導演小野、魏德聖、楊雅喆、藝人蔡康永、作家「九把刀」的父親「刀爸」柯毓彬等一群爸爸們組成「爸爸非核陣線」。他感嘆說，日本311地震，當福島第一核電廠失控時，他覺得必須保護他的2個小孩，便與劉黎兒將最珍貴的東西打包，帶著2個小孩去大阪，打算永遠不能回到東京。要不是每天有8千人在那裡努力救災，防止災難擴大，否則東京的3千萬人就得逃難。

## 中文著作
- 新棋紀樂園（開天篇），ISBN 9867059271
- 新棋紀樂園（闢地篇），ISBN 9867059700
- 迎接AI新時代：用圍棋理解人工智慧，ISBN 9789573280019
- 棋士與AI：AlphaGo開啓的未來，ISBN 9789862139189

## 日文著作
- ISBN 4140161132
- ISBN 4818205362
- ISBN 4839915083
- ISBN 4839916136

## 外部連結
- 日本棋院介紹 （页面存档备份，存于）
- fans版王銘婉blog
- 劉黎兒夫婦專訪 曾對核四停建後惡鬥極失望 （页面存档备份，存于）, 新頭殼 newtalk, 2013.08.12
- 幸福熟齡:下圍棋防失智 （页面存档备份，存于）
- 旅日棋王王銘琬：下棋防失智，是成本最低的方法之一 （页面存档备份，存于）